# Жабыльский наслег
Жабыльский наслег — сельское поселение в Мегино-Кангаласском улусе Якутии Российской Федерации.
Административный центр — село Нуорагана.

## История
Статус и границы сельского поселения установлены Законом Республики Саха (Якутия) от 30 ноября 2004 года N 173-З N 353-III «Об установлении границ и о наделении статусом городского и сельского поселений муниципальных образований Республики Саха (Якутия)».

## Население
| 2002 | 2010 | 2011 | 2012 | 2013 | 2014 | 2015 |
| ---- | ---- | ---- | ---- | ---- | ---- | ---- |
| 773  | ↘718 | →718 | ↘709 | ↘683 | ↘668 | ↘656 |
| 2016 | 2017 | 2018 | 2019 | 2020 | 2021 |      |
| ↗659 | ↗665 | ↘656 | ↘653 | ↘627 | ↗639 |      |

## Известные уроженцы, жители
В Жабыльском наслеге родился Гавриил Васильевич Баишев, он же Алтан Сарын (литературный псевдоним) (1898, Жабыльский наслег, Якутия — ?) — якутский писатель и поэт, лингвист-тюрколог, общественный деятель.

## Состав сельского поселения
| № | Населённый пункт | Тип населённого пункта       | Население |
| - | ---------------- | ---------------------------- | --------- |
| 1 | Нуорагана        | село, административный центр | ↗639      |